# راینلاند فالتس
راینلاند فالتس (تلفظ [ˈʁaɪnlant ˈpfalts]) (به آلمانی: Rheinland-Pfalz) یکی از شانزده ایالت آلمان است. پایتخت این ایالت شهر ماینتس است. این ایالت مهم و غنی طبق معاهده ورسای به مدت ۵۰ سال در اختیار متفقین بود.

## شهرهای مهم
- لودویگسهافن
- کایزرسلاوترن
- کوبلنتس
- تریر
- ناساو